# Trapster
Trapster, è un personaggio dei fumetti, creato da Stan Lee, Larry Lieber (testi) e Jack Kirby (disegni), pubblicata dalla Marvel Comics. Il personaggio esordisce come "Pete l'Uomo Colla" (Paste-Pot-Pete) in Strange Tales (prima serie) n. 104 (gennaio 1963), mentre come Trapster è apparso in The Fantastic Four (prima serie) n. 38 (maggio 1965).
Nel n. 36 di Fantastic Four si allea con Wizard, con il quale formerà un'alleanza da cui nascerà il gruppo dei Terribili Quattro, nemesi dei Fantastici Quattro, di cui fanno parte anche l'Uomo Sabbia e Medusa nella prima formazione.
Egli è munito di due "sparacolla" grazie ai quali può intrappolare i nemici.
Ha anche partecipato alla Guerra Segreta
Trapster appare anche nel cartone Ultimate Spider-Man insieme ai Terribili Quattro, di cui è l'unico membro originale, ed è un nemico ricorrente di Spider-Man, nonché il primo che appare e l'ultimo ad essere sconfitto nel finale di serie.

## Altri media

### Televisione
Trapster appare in:
- I Fantastici Quattro
- I Fantastici Quattro
- I Fantastici Quattro
- Super Hero Squad Show
- Marvel: All Winners Squad
- Ultimate Spider-Man
- Avengers Assemble
- LEGO Marvel Super Heroes: Sovralimentazione massima
- Marvel Super Hero Adventures

### Videogiochi
Trapster appare in:
- Marvel vs. Capcom 3: Fate of Two Worlds